# SV Spittal/Drau
SV Spittal/Drau is een Oostenrijkse voetbalclub uit Spittal an der Drau in de deelstaat Karinthië.

## Geschiedenis
De club werd op 27 mei 1921 opgericht en promoveerde in 1949 naar de Tauernliga, dat toen een soort tweede klasse was. Daar speelde de club tot 1957 toen een degradatie volgde. Het duurde tot begin jaren tachtig vooraleer de club opnieuw van zich liet horen. In 1982/83 speelde de club in de 2. Division en werd zevende. In het tweede seizoen promoveerde de club dan voor het eerst naar de Bundesliga. De club werd dertiende op 16 clubs maar omdat de eerste klasse van 16 naar 12 clubs ging voor het volgende seizoen moest de club degraderen.
Het volgende seizoen werd de competitie hervormd, na een eerste ronde met twaalf clubs ging de top vier van de tweede klasse samen met de laatste vier uit de eerste klasse spelen voor vier plaatsen in de eerste klasse van het volgende seizoen. Spittal plaatste zich voor deze eindronde en miste de promotie op twee puntjes na. De volgende seizoenen moest de club telkens in de degradatie eindronde van de tweede klasse en plaatste zich pas in 1990 opnieuw voor de promotieronde. Daarna moest de club weer tegen degradatie vechten. Vanaf 1994 was er opnieuw het normale competitiesysteem en hier ging het beter. De club werd vijfde op zestien clubs. Het volgende seizoen werd zelfs de vierde plaats bereikt. Deze plaats herhaalde het nog in 1997.
In 1997/98 werd de club vicekampioen. De club had echter pech want dit jaar werd de regel afgeschaft dat de vicekampioen een play-off kon spelen tegen de voorlaatste uit de hoogste afdeling. SK Vorwärts Steyr, de kampioen van dat jaar, kreeg in eerste instantie geen licentie waardoor Spittal kon promoveren maar uiteindelijk kreeg de club toch de licentie. Spittal ging in beroep maar dit werd afgewezen.
Het volgende seizoen werd catastrofaal toen de club uiteindelijk via de eindronde degradeerde naar de Regionalliga. In 2004 kwam er een dieptepunt toen het behoud enkel verzekerd werd omdat andere clubs zich terugtrokken. In de volgende seizoenen ging het dan weer iets beter. In 2009 degradeerde SV Spittal/Drau naar de Landesliga, het vierde niveau. Na elf seizoenen wist het als nummer tien van de competitie te promoveren naar de Regionalliga nadat ATSV Wolfsberg vrijwillig degradeerde. 